# Campeonato Europeo de Ciclismo en Pista de 2023
El XIV Campeonato Europeo de Ciclismo en Pista se celebró en Grenchen (Suiza) entre el 8 y el 12 de febrero de 2023 bajo la organización de la Unión Europea de Ciclismo (UEC) y la Federación Suiza de Ciclismo.
Las competiciones se realizaron en el Velódromo Suiza de la ciudad helvética. Fueron disputadas 22 pruebas, 11 masculinas y 11 femeninas.
Los ciclistas de Rusia y Bielorrusia fueron excluidos de este campeonato debido a la invasión rusa de Ucrania.

## Medallistas

### Masculino
| Evento                          | Oro                                                                                                  | Plata                                                                          | Bronce                                                                                         |
| ------------------------------- | --- | ------------------------------------------------------------------------------ | ---------------------------------------------------------------------------------------------- |
| Velocidad individual (11.02)    | Harrie Lavreysen · Países Bajos                                                                      | Mateusz Rudyk · Polonia                                                        | Rayan Helal Francia                                                                            |
| Velocidad por equipos (08.02)   | Países Bajos · Jeffrey Hoogland · Harrie Lavreysen · Roy van den Berg · Tijmen van Loon · 42,325     | Reino Unido Jack Carlin Alistair Fielding Hamish Turnbull Joseph Truman 43,565 | Francia Timmy Gillion Melvin Landerneau Sébastien Vigier 43,332                                |
| Persecución individual (10.02)  | Jonathan Milan · Italia · 4:03,744                                                                   | Daniel Bigham Reino Unido 4:05,860                                             | Tobias Buck-Gramcko · Alemania · 4:09,796                                                      |
| Persecución por equipos (09.02) | Italia · Filippo Ganna · Francesco Lamon · Jonathan Milan · Manlio Moro · Simone Consonni · 3:47,667 | Reino Unido Daniel Bigham Charlie Tanfield Ethan Vernon Oliver Wood 3:48,800   | Francia Thomas Denis Corentin Ermenault Quentin Lafargue Benjamin Thomas Adrien Garel 3:49,837 |
| 1 km contrarreloj (09.02)       | Jeffrey Hoogland · Países Bajos · 58,203                                                             | Alejandro Martínez Chorro · España · 59,687                                    | Maximilian Dörnbach · Alemania · 59,778                                                        |
| Carrera por puntos (09.02)      | Simone Consonni · Italia · 54 pts.                                                                   | Albert Torres Barceló · España · 51 pts.                                       | Donavan Grondin Francia 48 pts.                                                                |
| Scratch (10.02)                 | Oliver Wood Reino Unido                                                                              | Roy Eefting · Países Bajos                                                     | Donavan Grondin Francia                                                                        |
| Keirin (12.02)                  | Harrie Lavreysen · Países Bajos                                                                      | Patryk Rajkowski · Polonia                                                     | Jeffrey Hoogland · Países Bajos                                                                |
| Madison (12.02)                 | Roger Kluge · Theo Reinhardt · Alemania · 43 pts.                                                    | Simone Consonni · Elia Viviani · Italia · 34 pts.                              | Donavan Grondin Benjamin Thomas Francia 32 pts.                                                |
| Eliminación (08.02)             | Tim Torn Teutenberg · Alemania                                                                       | Rui Oliveira Portugal                                                          | Philip Heijnen · Países Bajos                                                                  |
| Ómnium (11.02)                  | Benjamin Thomas Francia 162 pts.                                                                     | Simone Consonni · Italia · 146 pts.                                            | William Perrett Reino Unido 136 pts.                                                           |

### Femenino
| Evento                          | Oro                                                                                          | Plata | Bronce                                                                               |
| ------------------------------- | -------------------------------------------------------------------------------------------- | --- | ------------------------------------------------------------------------------------ |
| Velocidad individual (10.02)    | Lea Friedrich · Alemania                                                                     | Pauline Grabosch · Alemania                                                                                    | Sophie Capewell Reino Unido                                                          |
| Velocidad por equipos (08.02)   | Alemania · Lea Friedrich · Pauline Grabosch · Emma Hinze · Alessa-Catriona Pröpster · 46,865 | Reino Unido Lauren Bell Emma Finucane Katy Marchant Sophie Capewell 47,639                                     | Países Bajos · Kyra Lamberink · Steffie van der Peet · Hetty van de Wouw · 47,431    |
| Persecución individual (11.02)  | Franziska Brauße · Alemania · 3:20,101                                                       | Josie Knight Reino Unido 3:23,613                                                                              | Mieke Kröger · Alemania · 3:24,895                                                   |
| Persecución por equipos (09.02) | Reino Unido Katie Archibald Neah Evans Josie Knight Anna Morris Elinor Barker 4:13,890       | Italia · Martina Alzini · Elisa Balsamo · Martina Fidanza · Vittoria Guazzini · Letizia Paternoster · 4:16,018 | Alemania · Franziska Brauße · Lisa Klein · Mieke Kröger · Laura Süßemilch · 4:14,402 |
| 500 m contrarreloj (11.02)      | Emma Hinze · Alemania · 32,947                                                               | Taky Kouamé Francia 33,390                                                                                     | Hetty van de Wouw · Países Bajos · 33,554                                            |
| Carrera por puntos (11.02)      | Anita Stenberg · Noruega · 56 pts.                                                           | Shari Bossuyt · Bélgica · 42 pts.                                                                              | Marie Le Net Francia 34 pts.                                                         |
| Scratch (08.02)                 | Maria Martins Portugal                                                                       | Eukene Larrarte · España                                                                                       | Daria Pikulik · Polonia                                                              |
| Keirin (12.02)                  | Lea Friedrich · Alemania                                                                     | Emma Finucane Reino Unido                                                                                      | Emma Hinze · Alemania                                                                |
| Madison (12.02)                 | Katie Archibald Elinor Barker Reino Unido 38 pts.                                            | Victoire Berteau Clara Copponi Francia 25 pts.                                                                 | Elisa Balsamo · Vittoria Guazzini · Italia · 19 pts.                                 |
| Eliminación (09.02)             | Lotte Kopecky · Bélgica                                                                      | Valentine Fortin Francia                                                                                       | Maike van der Duin · Países Bajos                                                    |
| Ómnium (10.02)                  | Katie Archibald Reino Unido 155 pts.                                                         | Daria Pikulik · Polonia · 124 pts.                                                                             | Lotte Kopecky · Bélgica · 124 pts.                                                   |

## Medallero
| Núm. | País         | Oro | Plata | Bronce | Total |
| ---- | ------------ | --- | ----- | ------ | ----- |
| 1    | Alemania     | 7   | 1     | 5      | 13    |
| 2    | Reino Unido  | 4   | 6     | 2      | 12    |
| 3    | Países Bajos | 4   | 1     | 5      | 10    |
| 4    | Italia       | 3   | 3     | 1      | 7     |
| 5    | Francia      | 1   | 3     | 7      | 11    |
| 6    | Bélgica      | 1   | 1     | 1      | 3     |
| 7    | Portugal     | 1   | 1     | 0      | 2     |
| 8    | Noruega      | 1   | 0     | 0      | 1     |
| 9    | Polonia      | 0   | 3     | 1      | 4     |
| 10   | España       | 0   | 3     | 0      | 3     |
|      | TOTAL        | 22  | 22    | 22     | 66    |